# Dystrykt Pujehun
Dystrykt Pujehun – dystrykt w Sierra Leone. Stolicą jest Pujehun. W 2004 roku w tejże jednostce administracyjnej mieszkało 234 tys. ludzi. 
Liczba ludności dystryktu w poszczególnych latach:
- 1963 – 84 869
- 1974 – 102 741
- 1985 – 117 185
- 2004 – 234 234